# كريم عبود التميمي
كريم التميمي قائد عسكري عراقي يحمل رتبة فريق ركن، من مواليد العام 1963 رئيس جهاز مكافحة الارهاب العراقي

## مناصب
- مدير قسم في الحركات العسكرية (العمليات حاليا) 2004 - 2006.

- معاون قائد العمليات في وزارة الدفاع 2006 - 2007.

- مدير قسم العمليات في قيادة قوات مكافحة الإرهاب 2007 - 2009.

- قائد العمليات الخاصة الثانية لجهاز مكافحة الإرهاب 2009 – 2014.

- مستشار جهاز مكافحة الإرهاب من 2014 إلى 2016.

- تولى منصب مسؤول أمن المنطقة الخضراء منتصف عام 2016 بأمر من رئيس مجلس الوزراء الأسبق حيدر العبادي.
- رئيس جهاز مكافحة الارهاب 2023- حالياً